# 謝爾登 (伊利諾伊州)
謝爾登（英語：Sheldon）是位於美國伊利諾伊州易洛魁縣的一個村落。

## 地理
謝爾登的座標為40°44′09″N 87°33′50″W / 40.73583°N 87.56389°W，而該地最高點為海拔高度208米（即682英尺）。

## 人口
根據2010年美國人口普查的數據，謝爾登的面積為1.94平方千米，當中陸地面積為1.94平方千米，而水域面積為0.00平方千米。當地共有人口1070人，而人口密度為每平方千米551人。